# Cristiana da Geórgia
Santa Cristiana (em georgiano: წმინდა ნინო; romaniz.: Ts'minda Nino; em armênio/arménio: Սուրբ Նունե; romaniz.: Surb Nune; em grego clássico: Αγία Νίνα; romaniz.: Agía Nína), também conhecida como Nino, Nina ou Cristina em fontes latinas, intitulada Igual aos Apóstolos e cognominada Iluminadora da Geórgia, foi uma mulher conhecida por ter definitivamente introduzido o cristianismo na Geórgia. É patrona e amplamente venerada na Geórgia, tendo também popularidade na Armênia.

## Vida
Santa Cristiana nasceu em uma família fortemente cristã em Colastro, na Capadócia. Seu pai, Zebulom, era irmão de São Jorge, enquanto sua mãe, Susana, seria aparentada de um patriarca obscuro de Jerusalém, Hubenal. É contado que foi informada pela Virgem Maria em uma visão que deveria levar o cristianismo ao Reino da Ibéria, jornada que começou entrando pela Armênia, onde, em um grupo de 35 ou 37 virgens, foi perseguida por Tirídates III. Embora Tirídates tenha se convertido ao cristianismo mais tarde, era um zoroastriano à época, perseguindo as virgens, matando quase todas, dentre as quais Santa Ripsima, enquanto apenas Santa Cristiana conseguiu fugir para a Ibéria.Na Ibéria, converteu a Rainha Nana ao curá-la de uma doença, trazendo desaprovação e ameaças de divórcio de seu esposo Meribanes III. Segundo a tradição, no entanto, seu descontentamento não durou muito, tendo orado para o "Deus de Nina" ao se perder na escuridão dos bosques e convertendo-se ao ser livrado. Subsequentemente, o cristianismo foi decretado a crença oficial da Ibéria, então um dos primeiros reinos cristãos. Data-se o batismo de São Meribanes a 334 e o decreto a 337.
Após testemunhar a conversão da Ibéria, Santa Cristiana se fez reclusa nas montanhas, pouco depois falecendo na ravina de Bodbe, onde foi construído um mosteiro em sua homenagem. Até hoje estão lá guardadas suas relíquias.

## Legado

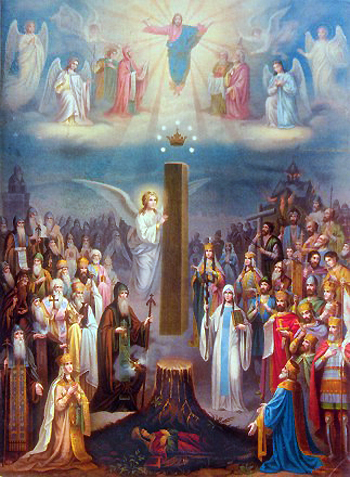
Fundação da Igreja Ortodoxa na Geórgia, sendo Santa Cristiana representada no lado direito e Santo André do lado esquerdo, sendo os dois fundadores da Igreja

Santa Nina é uma das mais veneradas santas na Igreja Ortodoxa Georgiana e na Igreja Apostólica Armênia, tendo igrejas e mosteiros de diferentes denominações ao redor de todo o mundo em sua homenagem, não apenas na Geórgia e Armênia como na Rússia e nos Estados Unidos.